# ماتياس جارا
ماتياس جارا (بالإسبانية: Matías Jara)‏ هو لاعب كرة قدم أرجنتيني في مركز الهجوم، ولد في 6 أبريل 1987 في مدينة تريليو في الأرجنتين. لعب مع تشاكاريتا جيونيورز وغودوي كروز ونادي دالاس وهواتشيباتو.